# Pfarrkirche Bernhardsthal

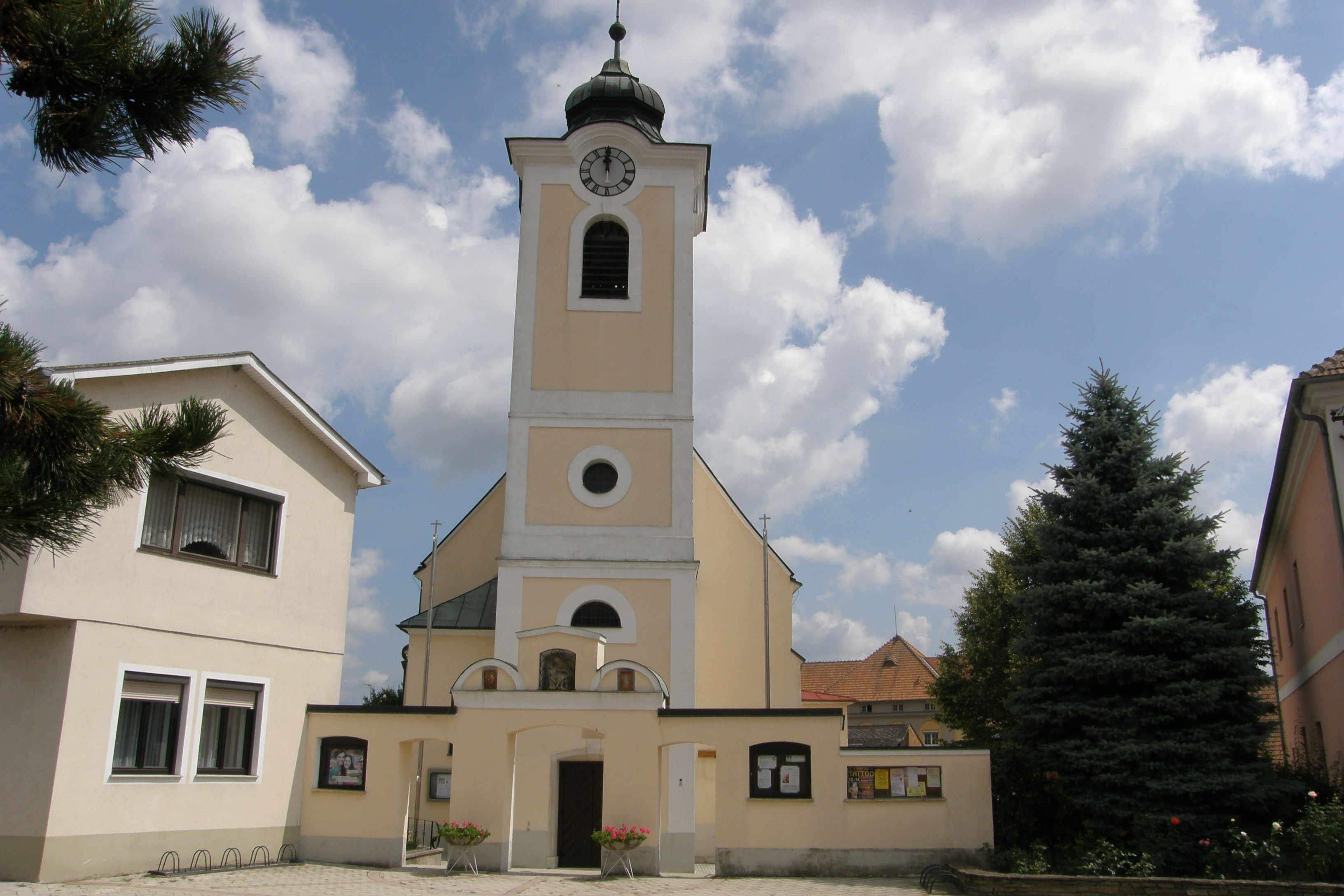
Katholische Pfarrkirche hl. Ägydius in Bernhardsthal

Die Pfarrkirche Bernhardsthal steht an der Hauptstraße der Marktgemeinde Bernhardsthal im Bezirk Mistelbach in Niederösterreich. Die dem Patrozinium Mariä Verkündigung unterstellte römisch-katholische Pfarrkirche gehört zum Dekanat Poysdorf der Erzdiözese Wien. Die Kirche und die vorgestellte Tormauer stehen unter Denkmalschutz (Listeneintrag).

## Geschichte
Das romanische Langhaus mit Chorquadrat aus dem 12. Jahrhundert wurde 1330 mit einem polygonalen Chorschluss erweitert. Die Kirche war von einem Friedhof mit einer wehrhaften Friedhofsmauer umgeben, die auch den Pfarrhof einschloss. Nach einem Brand 1684 wurde die Kirche barockisiert und das Langhaus gewölbt. Um 1780 erhielt die Kirche einen Westturm. Um 1800 wurde der Karner abgetragen. 1971 wurde die Kirche innen und 1976 außen restauriert.

## Architektur
Das Kirchenäußere zeigt ein Langhaus mit bis zwei Drittel der Höhe aus romanischem Mauerwerk, 1960 wurden nordseitig zwei romanische Rundbogenfenster freigelegt. Der an der Westfront vorgestellte schlanke Westturm dreigeschoßige Turm zeigt Ecklisenen und Rundbogenfenster und trägt eine Zwiebelhelm. Der gotische Chor mit einem Fünfachtelschluss hat Strebepfeiler und Spitzbogenfenster. Im nördlichen Choreck steht ein gotischer Sakristeianbau. Im südlichen Choreck steht ein barocker Sakristeianbau aus dem Jahr 1718, er wurde 1956 erweitert und umgebaut.
Das Kircheninnere zeigt ein vierjochiges Langhaus unter einem barocken Kreuzgratgewölbe auf eingestellten Wandpfeilern mit verkröpftem Gebälk. Die Orgelempore wurde 1950 eingebaut. Der eingezogene Triumphbogen ist rundbogig. Der eingezogene Chor mit einem Fünfachtelschluss hat ein fragmentiertes gotisches Kreuzrippengewölbe im Osten auf Konsolen und im Westen auf Runddiensten und einem reliefierten Schlussstein. Im Norden des Chores befindet sich ein Zugang zur alten Sakristei unter einem Kreuzrippengewölbe, die Rippen sind in den Ecken abgekappt, der Raum dient heute als Kreuzkapelle. Die südlich angebaute Sakristei hat Platzlgewölbe.

## Ausstattung
Die spätbarocke Einrichtung wurde im 19. Jahrhundert ergänzt.
Der Hochaltar von 1761 auf einem hohen Podest mit Doppelpilastern und geraden Gebälk und Volutengiebel zeigt das Altarbild Hl. Ägydius, gemalt von Ludwig Mayer 1856 und trägt die seitlichen Konsolstatuen der Heiligen Peter und Paul.
Die Orgel mit 13 Registern baute Johann M. Kauffmann 1951. Eine Glocke nennt Wenzel Klein 1684. Eine Glocke nennt Johann Baptist Mellack 1692. Eine Glocke nennt Johann Josef Pfrenger 1762.